# Perminvar
Vas, nikkel és kobalt öntvénye. 30% vas, 25% kobalt és 45% nikkel van benne. Különös sajátossága, hogy permeabilitása majdnem állandó, ha a mágnesező tér nem erős. Mágnesezési görbéje a kezdetnél nem görbült, hanem egyenesen emelkedik, vagyis a mágneses indukció arányos a mágnesező tér erősségével.